# Hickory (Mississippi)
Pour les articles homonymes, voir Hickory.
Hickory est une ville américaine située dans le comté de Newton, dans le Mississippi. Selon le recensement de 2020, sa population est de 408 habitants.